# Osmanthus
Osmanthus és un gènere amb 50 espècies de plantes amb flors pertanyent a la família Oleaceae. És originari de Turquia al Japó i Malàisia i a Amèrica del Nord.

## Espècies seleccionades
- Osmanthus americanus
- Osmanthus armatus
- Osmanthus decorus
- Osmanthus delavayi
- Osmanthus fragrans
- Osmanthus heterophyllus
- Osmanthus serrulatus
- Osmanthus suavis
- Osmanthus yunnanensis